# Girl Next Door (serie animata)
Girl Next Door (となりのお姉さん Tonari no Onee-san) è un OAV giapponese di genere erotico pubblicato da Digital Works in 2 episodi nel 2000, basato sul videogioco eroge omonimo uscito due anni prima. La storia ruota attorno a Masahiko, un giovane studente tormentato, costantemente aggrappato all'immagine di una bella donna che lo aveva aiutato quando s'era trovato ferito da bambino. Come risultato ha giurato a se stesso di mantenersi vergine fino a quando non fosse stato in grado di ritrovare la donna che ossessiona i propri ricordi.

## Trama

### Primo episodio
Una giovane donna di nome Shu Fong Lee si trova a casa di Masahiko; il padre è difatti un maestro di karate e la ragazza è stata temporaneamente sua allieva quando si trovava in America. Conosceva bene il ragazzo ed aveva giocato assieme a lui quand'era piccolo. Kyoko Saeki, amica che vive accanto a Masahiko e che l'aiuta in casa da quando la madre è morta, diventa gelosa di Fong Lee: lei sembra difatti aver preso il sopravvento nelle faccende domestiche passando in più un sacco di tempo col ragazzo ed il padre.
Dopo aver saputo che Masahiko non è interessato al karate Fong Lee, credendo sia per debolezza, comincia a sviluppar un'opinione negativa su di lui; tuttavia, dopo averla salvata da una banda di stupratori, la sua opinione migliora notevolmente e divengono buoni amici. Masahiko comincia a credere che possa esser lei la ragazza presente nei suoi ricordi; tuttavia, la deve lasciar improvvisamente tornare in America.
Fong Lee, volendo competere un giorno con Masahiko, giunge alla conclusione di non poter più continuare ad allenarsi assieme nello stesso dojo: essa rivela anche non esser lei la donna presente nella memoria del giovane, ma ammette di provar dei sentimenti nei suoi confronti.

### Secondo episodio
Gli esami di fine anno scolastico sono appena terminati e Masahiko sta diventando sempre più popolare, a seguito del gesto eroico di salvataggio nei confronti di Fong Lee; ciò fa sì che una compagna, Aoi Tsutsuse, cada innamorata del bel giovane: lo costringe ad andar assieme in un cinema pubblico e fanno sesso orale. Tuttavia, lei viene respinta da Masaahiko.
Una delle sue insegnanti, la signorina Hanako, s'incontra col ragazzo perché vuole ottenere da lui un campione di sperma: sta difatti raccogliendo lo sperma di tutti coloro che hanno ottenuto i massimi risultati durante gli esami finali, anche se le sue autentiche intenzioni rimangono segrete. Successivamente Aoi tenta nuovamente di sedurre Masahiko ma, dopo aver subito il suo secondo rifiuto, si masturba davanti a lui per alleviar la sofferenza del suo amore non corrisposto.
Nel frattempo il padre di Masahiko ha una nuova fidanzata, che si rivela essere la signorina Hanako; all'interno del dojo praticano assieme bondage. In seguito, durante le vacanze invernali Masahiko assieme al suo miglior amico Yuka, a Kyoko e alla sorellina di lei Asuka (innamorata di Masahiko) vanno in vacanza in montagna. Asuka si confessa ma viene respinta da Masahiko; dopo aver raccontato del proprio ricordo riguardante la ragazza misteriosa, si rende conto che si trattava di Kyoko.
Asuka decide di sacrificare il suo amore per Masahiko cosicché questi possa esser felice assieme alla sorella maggiore: la storia termina con Masahiko che fa per la prima volta l'amore con la sua ragazza da sogno, Kyoko.